# Dick O'Keefe
Richard T. "Dick" O'Keefe (San Francisco, California, 29 de septiembre de 1923-Greenbrae, California, 17 de diciembre de 2006) fue un exjugador de baloncesto estadounidense que disputó 4 temporadas entre la BAA y la NBA. Con 1,88 metros de estatura, jugaba en la posición de escolta.

## Trayectoria deportiva

### High School
Su etapa de high school la pasó, entre 1938 y 1941, en el pequeño instituto de St. James, en el corazón del barrio de Mission, en San Francisco, California, donde fue el capitán del equipo, siendo elegido en el mejor quinteto de la California Catholic Athletic League en 1940 y 1941, y ese último año además MVP, tras conseguir liderar la ciudad en anotación, con 176 puntos (18 por partido).

### Universidad
Tras graduarse en el instituto, pasó a formar parte del equipo de los Broncos de la Universidad de Santa Clara, donde ayudó a su equipo a conseguir el mejor balance de su historia hasta ese momento, con 21 partidos ganados por tan sólo 4 perdidos en una temporada. Es miembro del Salón de la Fama de la universidad.

### Profesional
Tras verse interrumpida su carrera a causa de la Segunda Guerra Mundial, donde sirvió en el Cuerpo de Marines de los Estados Unidos, fue elegido en la novena posición del Draft de la BAA de 1947 por Washington Capitols. En su primera temporada en el equipo, entrenado por el mítico Red Auerbach, no contó con demasiadas oportunidades, acabando el año con unos promedios de 4,2 puntos y 0,5 asistencias por partido. Las cosas no cambiaron demasiado al año siguiente, en la temporada 1948-49. Continuó saliendo desde el banquillo, en un año en el que los Capitols se plantaron en las Finales de la BAA, cayendo ante Minneapolis Lakers por 4 a 2. En esos playoffs, O'Keefe aportó 5,2 puntos y 1,0 asistencias, duplicando lo generado en la temporada regular.
La temporada 1949-50 fue la primera bajo la nueva denominación de la liga, NBA. Ese año O'Keefe ganó enteros en un equipo comandado por jugadores como Fred Scolari o Jack Nichols. Acabaría el año con 7 puntos por partido, su mejor marca como jugador profesional. al año siguiente sólo disputaría 17 partidos, en la que iba a ser su última temporada en la liga profesional. En el total de su trayectoria promedió 6,4 puntos, 2,2 rebotes y 1,2 asistencias por encuentro.

## Estadísticas de su carrera en la BAA y en la NBA

### Temporada regular
| Temporada | Edad | Equipo              | Liga  | P   | TIT | MIN | TC  | TCA | %TC  | 3P | 3PA | %3P | TL  | TLA | %TL  | R.OF. | R.DEF. | REB | ASIS | ROB | TAP | PER | FP  | PTS |
| 1947-48   | 24   | Washington Capitols | BAA   | 37  |     |     | 1.7 | 6.9 | .245 |    |     |     | 0.8 | 1.6 | .508 |       |        |     | 0.5  |     |     |     | 2.3 | 4.2 |
| 1948-49   | 25   | Washington Capitols | BAA   | 50  |     |     | 1.4 | 5.5 | .255 |    |     |     | 1.0 | 2.0 | .515 |       |        |     | 0.9  |     |     |     | 2.4 | 3.8 |
| 1949-50   | 26   | Washington Capitols | NBA   | 68  |     |     | 2.4 | 7.8 | .306 |    |     |     | 2.2 | 3.0 | .739 |       |        |     | 1.1  |     |     |     | 3.2 | 7.0 |
| 1950-51   | 27   | Washington Capitols | NBA   | 17  |     |     | 1.2 | 6.0 | .206 |    |     |     | 1.5 | 2.3 | .641 |       |        | 2.2 | 1.5  |     |     |     | 2.8 | 3.9 |
| Total     |      |                     | TOTAL | 172 |     |     | 1.8 | 6.8 | .272 |    |     |     | 1.5 | 2.3 | .640 |       |        | 2.2 | 0.9  |     |     |     | 2.7 | 5.2 |
|           |      |                     | BAA   | 87  |     |     | 1.5 | 6.1 | .250 |    |     |     | 0.9 | 1.8 | .513 |       |        |     | 0.7  |     |     |     | 2.3 | 4.0 |
|           |      |                     | NBA   | 85  |     |     | 2.2 | 7.4 | .290 |    |     |     | 2.1 | 2.8 | .723 |       |        | 2.2 | 1.2  |     |     |     | 3.1 | 6.4 |

### Playoffs
| Temporada | Edad | Equipo              | Liga  | P  | MIN | TCA | TC | 3PA | 3P | TLA | TL | R.OF. | REB | ASIS | ROB | TAP | PER | FP | PTS | %TC  | %3P | %FT  | MIN | PTS | REB | AST |
| 1948-49   | 25   | Washington Capitols | BAA   | 11 |     | 22  | 60 |     |    | 13  | 20 |       |     | 11   |     |     |     | 37 | 57  | .367 |     | .650 |     | 5.2 |     | 1.0 |
| 1949-50   | 26   | Washington Capitols | NBA   | 2  |     | 4   | 13 |     |    | 7   | 8  |       |     | 5    |     |     |     | 10 | 15  | .308 |     | .875 |     | 7.5 |     | 2.5 |
| Total     |      |                     | TOTAL | 13 |     | 26  | 73 |     |    | 20  | 28 |       |     | 16   |     |     |     | 47 | 72  | .356 |     | .714 |     | 5.5 |     | 1.2 |
|           |      |                     | BAA   | 11 |     | 22  | 60 |     |    | 13  | 20 |       |     | 11   |     |     |     | 37 | 57  | .367 |     | .650 |     | 5.2 |     | 1.0 |
|           |      |                     | NBA   | 2  |     | 4   | 13 |     |    | 7   | 8  |       |     | 5    |     |     |     | 10 | 15  | .308 |     | .875 |     | 7.5 |     | 2.5 |

## Vida posterior
Residió en Greenbrae, en el Condado de Marin, California, hasta su fallecimiento, a los 83 años.